# كركر كبير
كركر كبير (الاسم العلمي: Catharacta  skua) (بالإنجليزية: Great  Skua)‏ هو طائر ينتمي إلى (فصيلة: Stercorariidae).